# Woodville (Ohio)
Woodville és una població dels Estats Units a l'estat d'Ohio. Segons el cens del 2000 tenia 1.977 habitants.

## Demografia
Segons el cens del 2000, Woodville tenia 1.977 habitants, 786 habitatges, i 558 famílies. La densitat de població era de 610,7 habitants per km².
Dels 786 habitatges en un 37% hi vivien nens de menys de 18 anys, en un 59,8% hi vivien parelles casades, en un 8,3% dones solteres, i en un 28,9% no eren unitats familiars. En el 25,4% dels habitatges hi vivien persones soles el 14,2% de les quals corresponia a persones de 65 anys o més que vivien soles. El nombre mitjà de persones vivint en cada habitatge era de 2,52 i el nombre mitjà de persones que vivien en cada família era de 3,04.
Per edats la població es repartia de la següent manera: un 27,8% tenia menys de 18 anys, un 5,6% entre 18 i 24, un 28,5% entre 25 i 44, un 22,5% de 45 a 60 i un 15,6% 65 anys o més.
L'edat mediana era de 38 anys. Per cada 100 dones de 18 o més anys hi havia 86,5 homes.
La renda mediana per habitatge era de 47.039 $ i la renda mediana per família de 56.467 $. Els homes tenien una renda mediana de 38.793 $ mentre que les dones 28.350 $. La renda per capita de la població era de 21.414 $. Aproximadament el 2,3% de les famílies i el 3,9% de la població estaven per davall del llindar de pobresa.

## Poblacions més properes
El següent diagrama mostra les poblacions més properes.